# Махдистский Судан
Махдистское государство, также известное как Махдистский Судан или суданская Махдия — государство, основанное в 1881 году Мухаммадом Ахмадом (впоследствии — Мухаммадом аль-Махди) против Египетского хедивата, который управлял Суданом с 1821 года. После четырёхлетней борьбы повстанцы-махдисты свергли османско-египетскую администрацию и установили собственное «исламское и национальное» правительство со столицей в Омдурмане.
Мохаммед Ахмед аль-Махди привлек народ Судана к тому, что он объявил джихадом против администрации, базирующейся в Хартуме, в которой доминировали египтяне и турки. Правительство Хартума первоначально отвергло революцию Махди; он разбил две экспедиции, посланные за ним, в течение года. Власть Махди возросла, и его призыв распространился по всему Судану, а его движение стало известно как Ансар. В тот же период в Египте вспыхнула революция Ураби из-за оккупации страны в 1882 году британцами. Великобритания назначила Чарльза Гордона генерал-губернатором Судана. Через несколько месяцев после его прибытия в Хартум и после нескольких сражений с повстанцами Махдив захватил Хартум, сам Гордон был убит в своем дворце. Махди прожил недолго после этой победы, и его преемник Абдаллах ибн Мухаммад укрепил новое государство, чья административная и судебная системы были основаны на толковании исламского права.
Экономика Судана в ходе войны была разрушена, население сократилось вдвое из-за голода, боевых действий и болезней. Мухаммад Ахмад аль-Махди объявил всех не принявших его как ожидаемого Махди неверными (кафирами), приказав убить их и забрать их женщин и имущество.
Британцы вместе с египтянами отвоевали Судан в 1898—1899 годах, управляя им после этого теоретически как кондоминиумом с Египтом, но на практике — как колонией. Однако остатки махдистского государства продержались в Дарфуре до 1909 года.

## История
С начала XIX в. Египет начал завоевывать Судан и превращать его в свою колонию. Этот период стал известен как Туркийя, то есть «турецкая» власть эялета и позже хедивата Египет. Египтяне так и не смогли полностью подчинить себе регион, но их владычество и высокие налоги сделали их очень непопулярными. По мере роста недовольства в Судане, сам Египет начал сползать в кризис из-за экономических и политических изменений, в которых участвовали европейские державы, прежде всего Британская империя. В 1869 году открылся Суэцкий канал, который быстро стал играть важную роль для Великобритании в Индии и Дальнем Востоке. Чтобы защитить этот водный путь, Великобритания стремилась играть более важную роль в делах Египта. Поэтому в 1873 году британское правительство поддержало программу, согласно которой англо-французская долговая комиссия взяла на себя ответственность за управление финансовыми делами Египта. Эта комиссия в конечном итоге вынудила хедива Исмаила-пашу отречься от престола в пользу своего сына Тауфик-паши.
После смещения Исмаила в 1877 г., назначивший его Чарльз Джордж Гордон ушёл с поста генерал-губернатора Судана в 1880 году. Его преемникам не хватало указаний из Каира, и они опасались политических беспорядков, охвативших Египет. В результате им не удалось продолжить политику Гордона. Незаконная работорговля возродилась, хотя и не настолько, чтобы удовлетворить разорённых британцем торговцев. Суданская армия страдала от нехватки ресурсов, а безработные солдаты из расформированных частей беспокоили гарнизонные городки. Сборщики налогов произвольно увеличивали налоги.

### Мухаммад Ахмад
В этой неспокойной атмосфере появился Мухаммад Ахмад ибн ас Сайид Абдаллах, который сочетал личную харизму с религиозной и политической миссией, полный решимости изгнать турок и восстановить ислам в его первоначальной чистоте. Сын судостроителя из Донголы, он стал учеником главы суфийского ордена Саммания Мухаммада аш Шарифа. Позже, будучи шейхом этого ордена, он провёл несколько лет в уединении и приобрёл репутацию мистика и учителя.

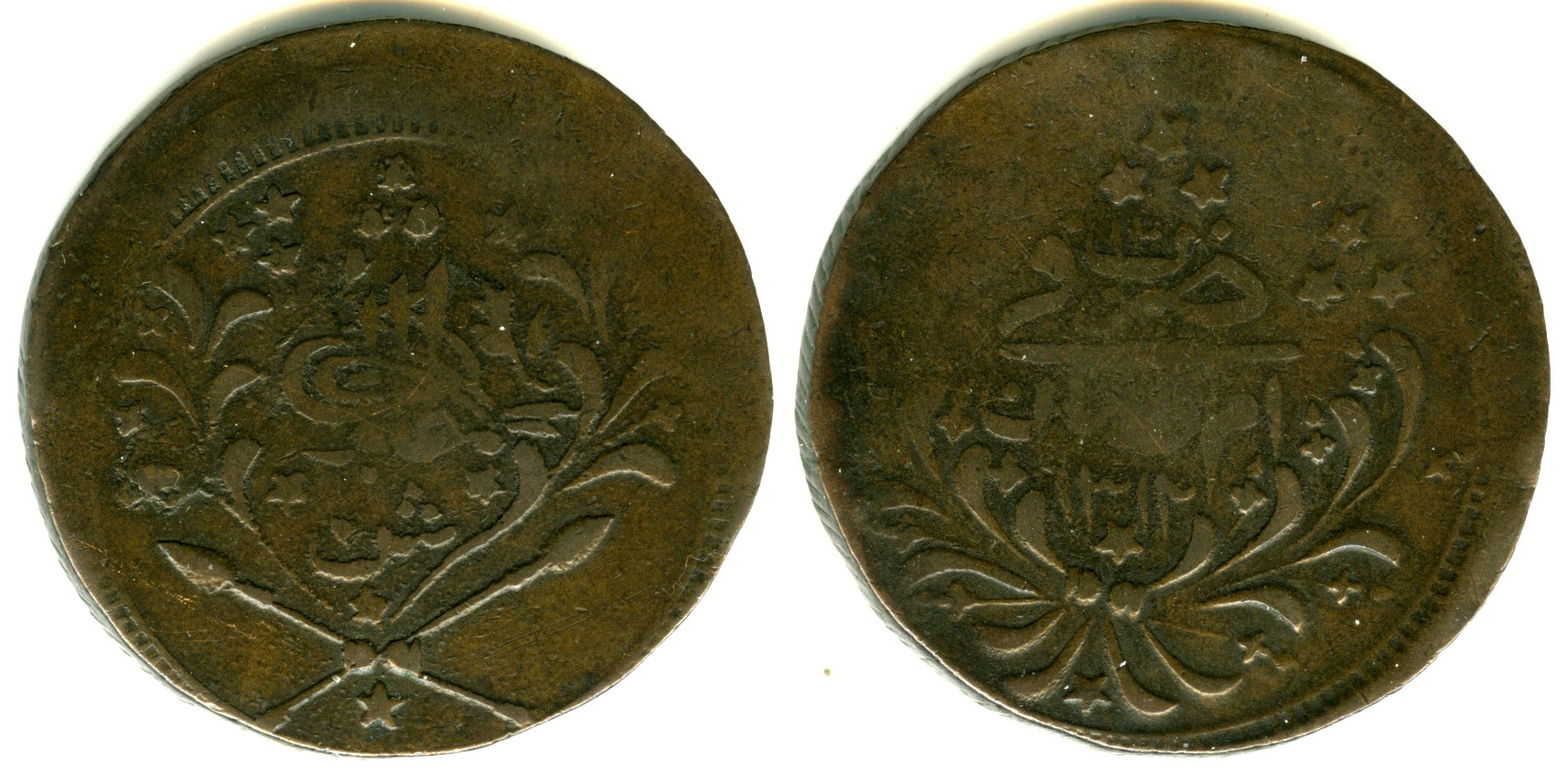
Монета в 20 курушей, ходившая при Абдуллахе ибн Мухаммаде ат-Таише.

В 1881 году Мухаммед Ахмад провозгласил себя Махди («ожидаемый»). Некоторые из его самых преданных последователей считали его вдохновленным непосредственно Аллахом. Он хотел, чтобы мусульмане восстановили Коран и хадисы как основополагающие источники ислама, создав справедливое общество. Говоря конкретно о Судане, он утверждал, что его бедность является добродетелью, и осуждал мирское богатство и роскошь. Для Мухаммада Ахмада Египет был примером богатства, ведущего к нечестивому поведению. Призывы Мухаммеда Ахмада к восстанию нашли большой отклик среди беднейших общин вдоль Нила, поскольку они сочетали националистическую антиегипетскую повестку дня с фундаменталистской религиозной убежденностью.
Даже после того, как Махди объявил джихад против египтян, Хартум не обращал особого внимания на него до тех пор, пока его религиозное рвение не обратилось на сборщиков налогов. Чтобы избежать ареста, Махди и группа его последователей (ансаров), совершили долгий поход в Кордофан, где он набрал большое количество новобранцев, особенно из баггаров. Из убежища в этом районе он писал обращения к шейхам религиозных орденов и заручился активной поддержкой или заверениями в нейтралитете от всех, кроме проегипетской Хатмии. Откликнулись купцы и арабские племена, которые зависели от работорговли, а также хадендоа беджа, которых сплотил на сторону Махди капитан ансаров Осман Дигна.

### Расширение восстания
В начале 1882 г. вооружённые копьями и мечами ансары разгромили египетскую армию в 7 тыс. солдат под командованием британцев недалеко от Эль-Обейдаа, захватив винтовки, полевые орудия и боеприпасы. Махди осадил город, который взял через четыре месяца благодаря разразившемуся голоду. В ноябре 1883 г. ансары разбили египетскую экспедицию.
На западе восстание махдистов могло рассчитывать на существующие движения сопротивления. Местные жители возмущались турецким правлением Дарфура, и несколько повстанцев уже начали восстания. Повстанцы баггара под командованием вождя ризейгатов Мадибо присягнули Махди и осадили в Даре генерал-губернатора Дарфура Рудольфа Карла фон Слатина. Слатин был схвачен в 1883 году, и впоследствии к восставшим присоединились другие дарфурские племена. Силы махдистов вскоре взяли под свой контроль большую часть Дарфура. Сначала новая власть была очень популярна в Дарфуре.
Наступление ансаров и хадендова, восставших на востоке, угрожало коммуникациям с Египтом и могло отрезать гарнизоны в Хартуме, Кассале, Сеннаре, Суакине и на юге. Чтобы не быть втянутым в дорогостоящую военную интервенцию, британское правительство приказало вывести египетские войска из Судана. Гордон, получивший повторное назначение генерал-губернатором, организовал наблюдение за эвакуацией египетских войск и официальных лиц, а также всех иностранцев из Судана.

### Британский ответ

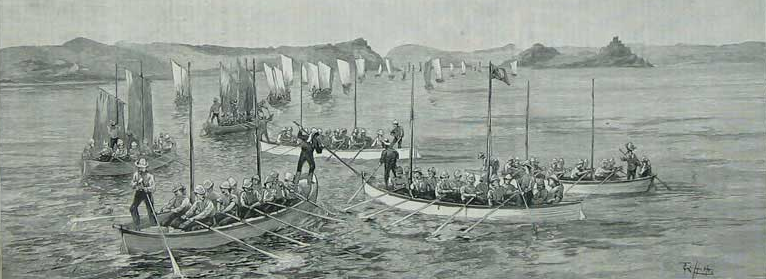
Гравюра на дереве Нильская экспедиция для помощи Гордону (журнал The Graphic, 29 ноября 1894 г.).

Достигнув Хартума в феврале 1884 г., Гордон вскоре понял, что не может вывести гарнизоны. В результате он вызвал подкрепление из Египта, чтобы освободить Хартум. Гордон также рекомендовал, чтобы его старый враг Аз-Зубайр Рахма Мансур, в котором он признал превосходного военачальника, был назначен его преемником, чтобы дать недовольным суданцам альтернативного Махди лидера. Лондон отверг этот план. Когда ситуация ухудшилась, Гордон утверждал, что Судан имеет важное значение для безопасности Египта и что, если ансары одержат там победу, это приведет к распространению движения в других местах.
Растущая британская народная поддержка Гордона в конечном итоге вынудила премьер-министра Уильяма Гладстона мобилизовать силы помощи под командованием лорда Гарнета Вулзли. «Летучая колонна», отправленная по суше из Вади-Хальфы через пустыню Байуда, застряла в Абу-Тулайхе (обычно называемом Абу-Клеа), где Хадендова прорвал британскую линию. Передовой отряд, который двинулся вперед по реке, когда колонна достигла Аль-Матаммы, прибыл в Хартум 28 января 1885 года и обнаружил, что город пал двумя днями ранее. Ансары дождались, пока отступит разлив Нила, прежде чем атаковать на лодках плохо защищенный речной подход к Хартуму, перебить гарнизон, убить Гордона и доставить его голову в палатку Махди. Вскоре после этого пали Кассала и Сеннар, и к концу 1885 года ансары начали продвигаться в южный регион. Во всем Судане в англо-египетских руках остались только усиленная войсками индийской армии Суакин и Вади-Хальфа на северной границе.
Махдисты разрушили Хартум, который был построен османами. Все постройки были снесены и разграблены. Женщин изнасиловали и заставили развестись со своими мужьями-кафирами. Только после того, как британцы вернулись примерно через 15 лет, город был восстановлен. К этому времени не осталось исторических зданий, мечетей в османском стиле и архитектуры.

### Абдаллах ибн Мухаммад

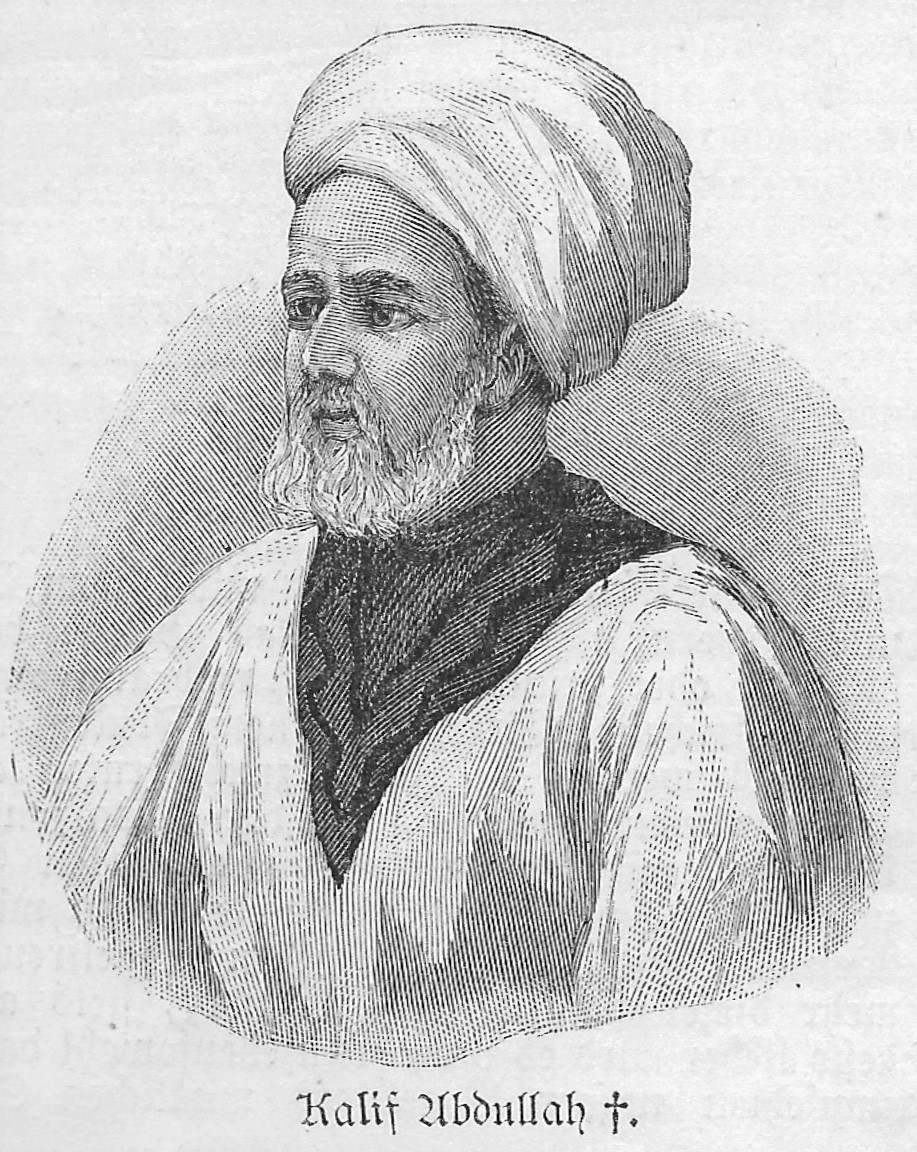
Абдаллах ибн Мухаммад.

22 июня 1885 г., через шесть месяцев после захвата Хартума Махди умер, вероятно, от тифа. Задача создания и поддержания правительства легла на плечи его заместителей — трех халифов, избранных Махди в подражание исламскому пророку Мухаммеду. Соперничество между ними, каждого из которых поддерживали жители его родного региона, продолжалось до 1891 г., когда Абдаллах ибн Мухаммад с помощью в первую очередь арабов Баккара преодолел сопротивление других и стал бесспорным лидером Махдии. Абдаллахи, которого называли халифом (преемником), очистил Махдию от членов семьи Махди и многих его первых религиозных учеников.
Первоначально Махдия как государство джихада, функционировало в формате военного лагеря. Шариатские суды обеспечивали соблюдение исламского права и заповедей Махди, имевших силу закона. Укрепив свою власть, халиф учредил администрацию и назначил ансаров (которые обычно были баккарами) эмирами каждой из нескольких провинций. Халифа также правил богатым Ад-Джазирой. Хотя ему не удалось восстановить коммерческое благополучие этого региона, халиф организовал мастерские по производству боеприпасов и обслуживанию речных пароходов.
Региональные отношения оставались напряженными на протяжении большей части периода Махдии, в основном из-за приверженности халифа к использованию джихада для распространения ислама. Например, халиф отклонил предложение императора Эфиопии Йоханныса IV о союзе против европейцев. В 1887 году 60-тысячная армия ансаров вторглась в Эфиопию, проникла до Гондэра и захватила пленных и добычу. Затем халиф отказался заключить мир с Эфиопией. В марте 1889 г. эфиопские войска под командованием императора двинулись на Метемму; однако после того, как Йоханнес пал в последовавшей битве при Галлабате, эфиопы отступили. Лучший генерал халифа Абд ар Рахман ан Нуджуми, , вторгся в Египет в 1889 году, но египетские войска под командованием британцев разгромили ансаров у Тоски. Провал египетского вторжения положил конец мифу о непобедимости ансаров. Бельгийцы помешали людям Махди завоевать Экваторию, а в 1893 году итальянцы отразили нападение ансаров на Акордат в Эритрее и вынудили уйти из Эфиопии.
По мере того как правительство махдистов становилось более стабильным и хорошо организованным, оно начало вводить налоги и проводить свою политику на всей территории. Это негативно повлияло на его популярность в большей части Судана, поскольку многие местные жители присоединились к махдистам, чтобы получить автономию, свергнув централистское и деспотичное правительство. В Дарфуре вспыхнули восстания против правления Абдаллахи ибн Мухаммеда, потому что он приказывал дарфурцам мигрировать на север, чтобы лучше защищать государство, отдавая предпочтение баггара другим дарфурским этническим группам в отношении государственных должностей. Основное сопротивление возглавил религиозный лидер Абу Джимейза из племени Тама в западном Дарфуре. Оппозиция правительству махдистов также подпитывалась тем, что многие махдисты вели себя высокомерно и оскорбительно по отношению к местным жителям. Несколько граничащих с махдистами на западе стран начали предоставлять повстанцам войска и другую поддержку. Столкнувшись с растущим числом повстанцев, правление махдистов в Дарфуре постепенно рухнуло. Эпоха махдистов стала известна как умковакия в Дарфуре — «период хаоса и анархии».

### Отвоевание Судана

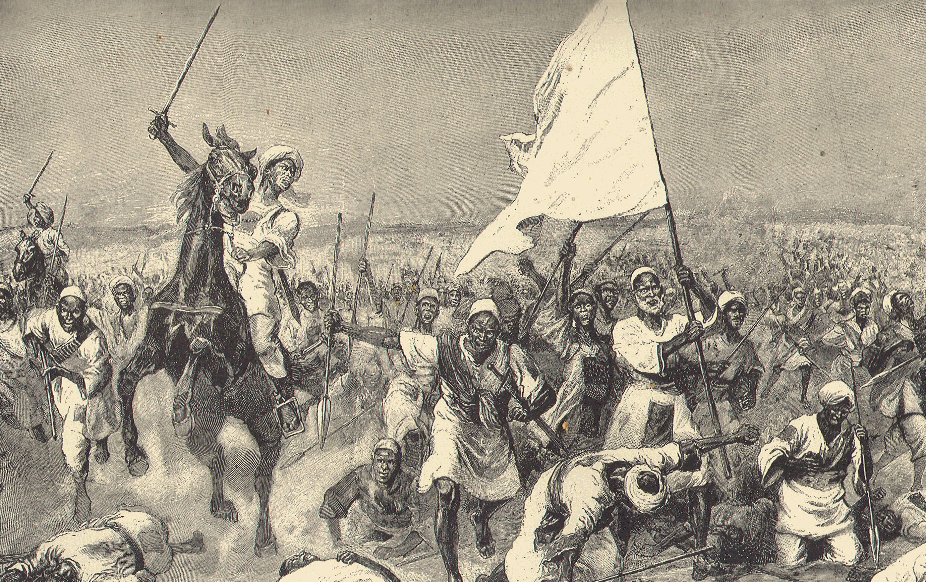
Дервиши махдистской армии (гравюра XIX в.).

В 1892 г. Герберт Китченер стал командиром армией хедива (сардаром), и начал подготовку к завоеванию Судана. Британцы считали, что им необходимо оккупировать Судан отчасти из-за международных событий. К началу 1890-х годов британские, французские и бельгийские претензии сошлись в верховьях Нила. Великобритания опасалась, что другие колониальные державы воспользуются нестабильностью Судана, чтобы приобрести территорию, ранее присоединенную к Египту. Помимо этих политических соображений, Великобритания хотела установить контроль над Нилом, чтобы защитить запланированную ирригационную плотину в Асуане.
В 1895 году британское правительство разрешило Китченеру начать кампанию по отвоеванию Судана. Великобритания предоставила людей и технику, а Египет финансировал экспедицию. Англо-египетский экспедиционный корпус на Ниле насчитывал 25 800 человек, 8 600 из которых были британцами. Остальные были военнослужащими египетских подразделений, в том числе шести батальонов, набранных в Южном Судане. Отряд сопровождала вооруженная речная флотилия, которая также имела артиллерийскую поддержку. Готовясь к атаке, британцы разместили штаб армии на бывшем железнодорожном узле Вади-Халфа, а также расширили и укрепили оборону по периметру вокруг Савакина. В марте 1896 года кампания началась как Донгольская экспедиция. Несмотря на то, что он потратил время на реконструкцию бывшей железнодорожной колеи Ишмаила-паши на юг вдоль восточного берега Нила, Китченер к сентябрю захватил бывшую столицу Нубии. В следующем году британцы построили новую железнодорожную линию прямо через пустыню от Вади-Хальфа до Абу-Хамада,, которую они захватили в битве при Абу-Хамеде 7 августа 1897 года.  (Капская колея, поспешно принятая для использования имеющегося подвижного состава, вынуждала осуществлять перегрузки на пароходе из Асьюта в Вади-Халфа. Суданская система сохраняет несовместимую ширину колеи и по сей день). Англо-египетские подразделения сражались резкое сражение у Абу-Хамада, но другого значительного сопротивления не было, пока Китченер не достиг Атбары и не победил ансаров. После этого боя солдаты Китченера двинулись и отплыли к Омдурману, где халиф сделал свой последний бой.
2 сентября 1898 года халиф направил свою армию численностью 52 000 человек в лобовую атаку на англо-египетские силы, сосредоточенные на равнине за пределами Омдурмана. Исход никогда не вызывал сомнений, в основном из-за превосходящей британской огневой мощи. В ходе пятичасового боя погибло около 11 000 махдистов, тогда как англо-египетские потери составили 48 убитых и менее 400 раненых.
На зачистку ушло несколько лет, но организованное сопротивление прекратилось, когда халиф, бежавший в Кордуфан, погиб в бою при Умм-Дивайкарате в ноябре 1899 года. Хотя Халифа сохранял значительную поддержку до своей смерти, многие районы приветствовали падение его режима.
Экономика Судана была почти разрушена во время его правления, а население сократилось примерно наполовину из-за голода, болезней, преследований и войн. Миллионы людей погибли в Судане с момента основания махдистского государства до его падения..  Более того, ни один из традиционных институтов или пристрастий страны не остался нетронутым. Племена разделились в своем отношении к махдизму, религиозные братства ослабли, а ортодоксальные религиозные лидеры исчезли.